# Bibliothèque québécoise

Les éditions Bibliothèque québécoise ou simplement BQ, sont une maison d’édition québécoise fondée en 1988 par trois autres maisons d’édition : Fides, Leméac et Hurtubise HMH.

## Histoire
En 1988, trois maisons d'éditions québécoises décident de s’unir pour créer une nouvelle maison d’édition, avec comme objectif de créer un « lieu dédié à la défense et à l’illustration de la littérature québécoise ». Cette nouvelle entité du monde littéraire va se spécialiser dans la réédition en format de poche d’œuvres parues chez les trois éditeurs et venant d’ailleurs. Parmi les buts, ils cherchent à s’assurer d’une force de frappe éditoriale et commerciale commune, d’un résultat sur presse de qualité pour le format, et d’un projet de garder en vie des œuvres publiés par le passé. 
La collection Bibliothèque québécoise de chez Fides est choisie pour réunir les trois fonds des maisons d’édition et être le cœur de la nouvelle entité en devenant une société indépendante à parts égales entre les trois maisons,. Cependant, à la suite de sa faillite et de son rachat en 2010, Fides cesse d’être impliqué et laisse la gestion aux deux autres maisons d’édition; les bureaux sont transférés chez Leméac.